# Zénobie d'Arménie
Pour les articles homonymes, voir Zénobie.
Zénobie d'Arménie (en arménien : Զենոբիա, en géorgien : ზენობია ) est une reine consort d'Arménie du Ier siècle de notre ère. 
D'abord princesse arménienne, elle est probablement la fille de Mithridate, roi d'Arménie. Elle devient par la suite reine consort d'Arménie après avoir épousé Rhadamiste, un Géorgien ayant succédé à Mithridate, son père, sur le trône grâce au protectorat romain.
D'après la tradition, son époux, forcé de fuir, et craignant de la laisser à la merci de l'ennemi, la poignarda et la jeta dans l'Araxe ; mais Zénobie fut sauvée et reconduite en Arménie, où le roi Tiridate la traita en reine (53 ap. J.-C.).
Tacite livre une version de sa vie dans ses Annales :

« Rhadamistus n'avait d'autre moyen de s'enfuir que la rapidité des chevaux qui l'emportaient, lui et sa femme. Enceinte comme elle l'était, elle endura, tant bien que mal, probablement par peur de l'ennemi et par amour de son mari, la première partie de la chevauchée, mais au bout d'un moment, lorsqu'elle se sentit ébranlée par sa vitesse continue, elle supplia d'être sauvé par une mort honorable de la honte de la captivité. Il l'embrassa d'abord, l'acclama et l'encouragea, tantôt admirant son héroïsme, tantôt rempli d'une appréhension écœurante à l'idée qu'elle soit laissée à la merci de n'importe quel homme. Enfin, poussé par l'intensité de son amour et sa familiarité avec les actes épouvantables, il dégaina son cimeterre et, l'ayant poignardée, la traîna jusqu'au bord de l'Araxe et l'envoya au ruisseau, afin que son corps même puisse être emporté. Puis, d'une fuite en avant, il se précipita vers l'Ibérie, son royaume ancestral. Pendant ce temps, Zénobie (c'était son nom), alors qu'elle respirait encore et montrait des signes de vie sur l'eau calme au bord de la rivière, fut aperçue par quelques bergers, qui déduisirent de sa noble apparence qu'elle n'était pas une femme vilaine, ligotèrent sa blessure et y appliquèrent leurs remèdes rustiques. Dès qu'ils connurent son nom et son aventure, ils la transportèrent dans la ville d'Artaxata, d'où elle fut conduite à la charge publique à Tiridate, qui la reçut avec bienveillance et la traita en personne royale. »

— Tacite, Annales de Tacite, livre XII - 51.